# Кучук-Бораш (Первомайский район)
Кучу́к-Бора́ш (укр. Кучук-Бораш, крымскотат. Küçük Boraş, Кучюк Бораш) — исчезнувшее село в Первомайском районе Республики Крым, располагавшееся в центре района, в степной части Крыма, примерно в 3 километрах западнее современного села Октябрьское.

### Динамика численности населения
- 1864 год — 9 чел.[5]
- 1889 год — 152 чел.[6]
- 1900 год — 113 чел.[7]
- 1915 год — 14/9 чел.[8][9]
- 1926 год — 65 чел.[10]

## История
Первое документальное упоминание селения встречается в Камеральном Описании Крыма… 1784 года, судя по которому, в последний период Крымского ханства Кючюк Бараш входил в Каракуртский кадылык Бахчисарайского каймаканства. Видимо, вследствие эмиграции крымских татар в Турцию, деревня опустела сразу после присоединения Крыма к России 8 февраля 1784 года и в ревизиях первой половины XIX века не зафиксирована, но отображалась на картах. На военно-топографической карте 1817 года деревня Кучук бараш обозначена пустующей, на карте 1836 года в деревне 6 дворов, а на карте на карте 1842 года Кучук-Бураш обозначен условным знаком «малая деревня», то есть, менее 5 дворов.
В 1860-х годах, после земской реформы Александра II, деревню приписали к Ишуньской волости. В «Списке населённых мест Таврической губернии по сведениям 1864 года», составленном по результатам VIII ревизии 1864 года, Кучук-Бураш — владельческая деревня, с 2 дворами и 9 жителями при колодцахъ. По обследованиям профессора А. Н. Козловского начала 1860-х годов, в селении была «вода пресная в колодцах глубиною 10—12 саженей» (от 21 до 25 м). На трёхверстовой карте Шуберта 1865—1876 года в деревне Кучук-Бураш обозначено 6 дворов. По «Памятной книге Таврической губернии 1889 года», по результатам Х ревизии 1887 года, в деревне Кучук-Бораш числилось 26 дворов и 152 жителя .
После земской реформы 1890 года деревню отнесли к Александровской волости, но в «…Памятной книжке Таврической губернии на 1892 год» она не записана. По «…Памятной книжке Таврической губернии на 1900 год» в деревне Кучук-Бораш, приписанной напрямую к волости и принадлежащей некоему Скирмундту, числилось 113 жителей в 20 дворах. Время появления в деревне крымских немцев точно неизвестно, но, по Статистическому справочнику Таврической губернии. Ч.II-я. Статистический очерк, выпуск пятый Перекопский уезд, 1915 год, на хуторе Бораш-Кучук (Вальца) Александровской волости Перекопского уезда числилось 4 двора с немецким населением в количестве 14 человек приписных жителей и 9 — «посторонних».
После установления в Крыму Советской власти и учреждения 18 октября 1921 года Крымской АССР, в составе Джанкойского уезда был образован Курманский район, в состав которого включили село. В 1922 году уезды получили название округов. 11 октября 1923 года, согласно постановлению ВЦИК, в административное деление Крымской АССР были внесены изменения, в результате которых был ликвидирован Курманский район и село включили в состав Джанкойского. Согласно Списку населённых пунктов Крымской АССР по Всесоюзной переписи 17 декабря 1926 года, в селе Кучук-Бораш, Акчоринского (русского) сельсовета Джанкойского района, числилось 14 дворов, все крестьянские, население составляло 65 человек, 41 русский, 14 украинцев. 10 записаны в графе «прочие». В дальнейшем в доступных источниках не встречается. Исходя из расположения на километровой карте Генштаба 1941 года, что на месте села была первоначально основана еврейская земледельческая колония Юдендорф, уже существовавшая в 1929 году.